# Tobias Petterson
För artisten och frilansjournalisten med samma namn, se Tobias Pettersson.
För politikern med samma namn, se Tobias Pettersson (politiker).
Tobias Petterson, folkbokförd Lars Tobias Jesus Pettersson, före 1990 Lars Tobias Pettersson, född 17 mars 1972 i Uppsala, är en svensk författare, översättare, musiker och före detta förläggare och dokusåpa-deltagare bosatt i Malmö. 

## Verksamhet
Pettersson blev känd för allmänheten när han 1999 medverkade i TV-programmet Expedition Robinson. Han medverkade också i andra säsongen av humorserien Hipp Hipp! som visades i SVT 2003, där han gjorde ett gästspel som sig själv. Petterson har tidigare arbetat på hittegodsavdelningen på Malmö centralstation.
Han drev en period bokförlaget Tamara Press tillsammans med Baren-deltagaren Daniel Dellamorte.
Petterson debuterade som fackboksförfattare 2002 med Violent Italy – Incredible Exploitation Cinema och har även skrivit böckerna Encyclopedia of Swedish Progressive Music – from Psychedelic Experiments to Political Propaganda och Amon Düül II and the Birth of Krautrock.
Tobias Petterson gjorde skönlitterär debut med romanen En simpel tjuv 2024. 
Som musiker släppte Petterson 2011 sin CD Linsgryta och 2013 Kama Loka  Han har även varit aktiv i bandet Agusa.

## Filmografi
- 2013 – Det som blomstrar av åtrå (regi)[6]